# Batis mixta
Bátis-de-cauda-curta ou bátis-das-florestas (Batis mixta) é uma espécie de ave da família Platysteiridae.
Pode ser encontrada nos seguintes países: Quénia, Malawi, Moçambique e Tanzânia.
Os seus habitats naturais são: florestas subtropicais ou tropicais húmidas de baixa altitude e regiões subtropicais ou tropicais húmidas de alta altitude.